# 麗莎·德拉·卡薩
麗莎·德拉·卡薩（義大利語：Lisa Della Casa，1919年2月2日—2012年12月10日），瑞士女高音歌劇唱家，以擅長演繹莫札特和理查德·施特勞斯筆下的角色而著名。

## 外部連結
- 麗莎·德拉·卡薩的Discogs页面（英文）